# 王乾亨
王乾亨（1547年—？），字應元，山西太原府代州人，民籍，明朝政治人物。

## 生平
隆慶四年（1570年）庚午科山西鄉試第九名，萬曆八年（1580年）庚辰科會試第二百六名，登二甲第五十二名進士。户部觀政，十年授户部主事，差德州管仓，因揭发户部员外郎王一凤将库藏锭银剪边，十三年十一月被调外任。十四年调河南府通判，十五年致仕。

## 家族
曾祖王鑰，曾任訓導；祖父王治，曾任教諭；父王熙政。母李氏。